# Arne Bäckström

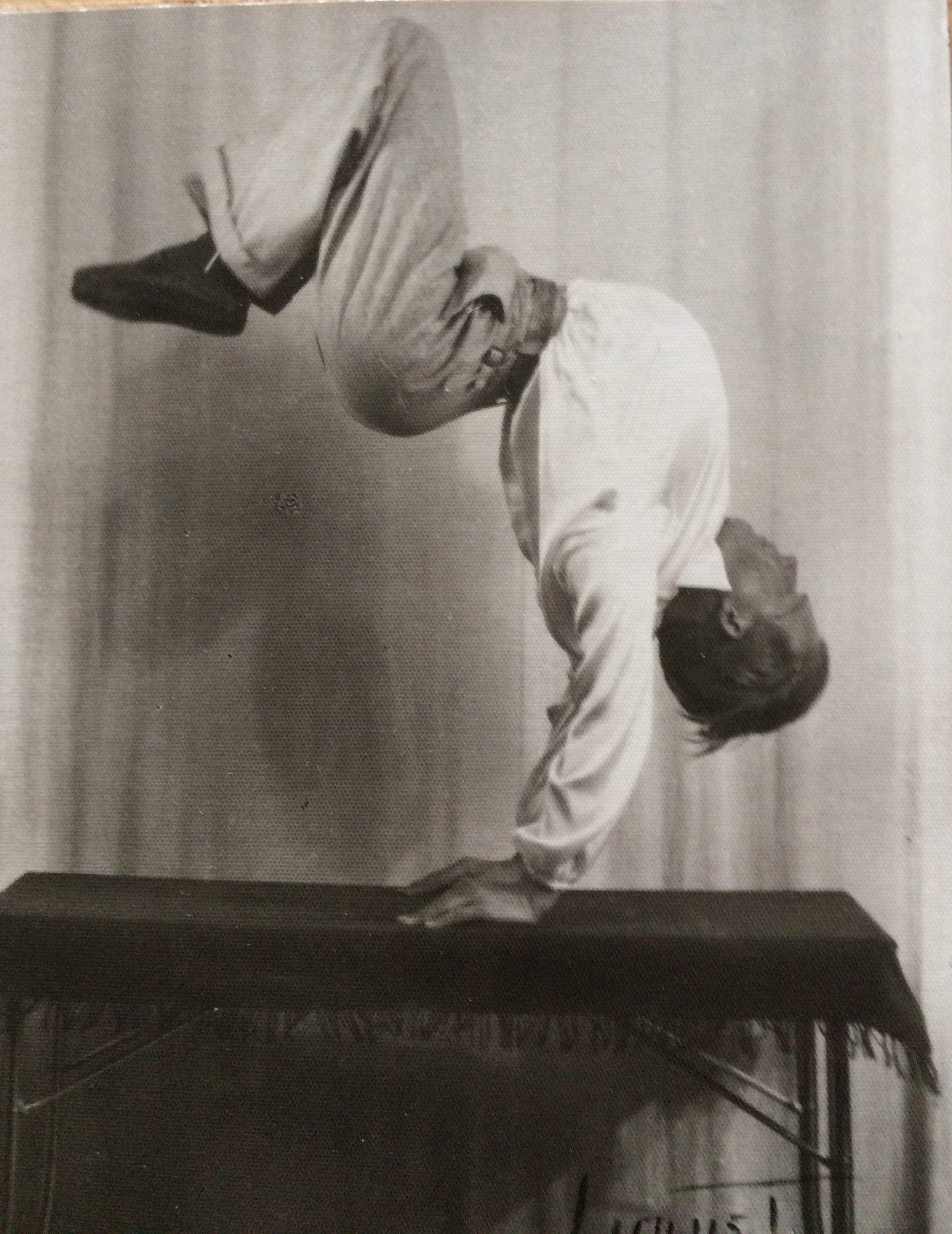

Arne Birger Waldemar Bäckström, född 8 juni 1921 i Kalmar, död 30 april 2005 i Södertälje, var en svensk konstnär.
Bäckström var som konstnär autodidakt. Hans konst består av mariner, landskapsmålningar och nakenstudier. Bäckström är representerad Stockholms Kulturnämnd och Stockholms landsting och Västerås konstmuseum. Bäckström började sin kulturbana som cirkusartist tillsammans med sin syster Siv Gun Inga-Lill Bäckström, paret uppträdde under namnet Willy Becko med syster. De arbetade på cirkus Benneweis och uppträdde för 15000 publik vid Nöjet (Gröna Lund) på 1940-talet. Han var en mycket duktig akrobat. Arne Bäckström är gravsatt i minneslunden på Södertälje kyrkogård.